# Alessandra Cecchetto Coco
Alessandra Cecchetto Coco (Venezia, 28 marzo 1950) è una politica e ginecologa italiana.

## Biografia
Laureata in Medicina e chirurgia nel 1977, ottiene la specializzazione in ostetricia e ginecologia nel 1981.
Dal 1987 fa parte del gruppo di coordinamento nazionale della Federazione delle Liste Verdi. Con tale formazione politica è candidata alla Camera dei Deputati nel 1987, nella Circoscrizione Venezia-Treviso, risultando la prima dei non eletti, ma subentra a inizio 1989 al dimissionario Michele Boato. Rimane a Montecitorio per il resto della X Legislatura, che termina nella primavera 1992.
Dal 1993 al 2000 è stata consigliera comunale a Venezia per i due mandati, a sostegno del sindaco Massimo Cacciari, ha ricoperto anche il ruolo di vicepresidente del Consiglio comunale.
Si ricandida alle elezioni comunali a Venezia nel 2020 nella lista "Per Mestre e Venezia - Ecologia e Solidarietà", senza risultare eletta.